# Carlton (Durham)
Pour les articles homonymes, voir Carlton.
Carlton est un village et une paroisse civile du comté de Durham, en Angleterre. Il est situé dans le sud-est du comté, à quelques kilomètres au nord-ouest du centre-ville de Stockton-on-Tees, près du village de Redmarshall (en). Administrativement, il relève du borough de Stockton-on-Tees.